# Annemie Neyts-Uyttebroeck
Anne-Marie Cécile J. Neyts-Uyttebroeck, född 17 juni 1944 i Ixelles-Elsene, är en belgisk politiker och fram till Europaparlamentsvalet 2014 Europaparlamentariker för Flandern. Hon är aktiv inom liberala Öppna VLD, som i parlamentet är en del av Gruppen Alliansen liberaler och demokrater för Europa (ALDE).
Mellan september 2005 och 2011 var hon partiledare för Europeiska liberala, demokratiska och reformistiska partiet (ELDR). Dessförinnan var hon ordförande för Liberala internationalen mellan 1999 och 2005.